# Edmund Lowe
Edmund Lowe (3 de marzo de 1890 - 21 de abril de 1971) fue un actor estadounidense.

## Carrera
Su verdadero nombre era Edmund Dantes Lowe, y nació en San José (California).
Su experiencia interpretativa se inició en el campo del vodevil y en la época del cine mudo. La carrera de Lowe incluyó más de 100 filmes, en los cuales interpretaba primeros papeles masculinos. Es sobre todo recordado por su papel de Sargento Quirt en la película de 1926 What Price Glory?.
Hizo una buena transición al cine sonoro y siguió siendo popular, aunque a mediados de la década de 1930 había dejado de ser una gran estrella. Aun así, fue un valioso actor de carácter para los principales estudios, y a la vez interpretaba primeros papeles en estudios de bajo presupuesto. 
Además, también protagonizó el show televisivo de la década de 1950 Front Page Detective, y actuó como malvado en el primer episodio de Maverick en 1957.

## Vida personal
Lowe estuvo casado con Esther Miller hasta inicios de 1925, año en que se divorciaron.
Lowe conoció a la actriz Lilyan Tashman mientras rodaban Ports of Call. Lowe y Tashman se casaron el 21 de septiembre de 1925, antes de estrenarse la película. Ambos residieron en Hollywood y prosiguieron con sus carreras interpretativas. Como pareja, Tashman y Lowe fueron más importantes de lo que habían sido como artistas en solitario. Dieron recepciones fastuosas en su domicilio de estilo art déco en Beverly Hills, y Tashman empezó a aparecer en las listas de las "Mejor Vestidas", y las respectivas carreras del matrimonio mejoraron como resultado de la publicidad que ellos generaban. 
Sin embargo, Tashman falleció en 1934 a causa de un cáncer, permaneciendo Lowe junto a ella en sus últimos momentos. El actor finalmente volvió a casarse en 1936, en esta ocasión con la diseñadora de vestuario Rita Kaufman. El matrimonio se divorció en 1950.
Edmund Lowe falleció en 1971 en Woodland Hills (Los Ángeles), California, a causa de una enfermedad pulmonar. Fue enterrado en el Cementerio de San Fernando Misión.

## Filmografía parcial
- Good Night, Paul (1918)
- The Silent Command (1923)
- What Price Glory? (El precio de la gloria) (1926)
- En el viejo Arizona (1928)
- The Cock-Eyed World (El mundo al revés) (1929)
- The Bad One (El malo) (1930)
- Born Reckless (1930)
- Transatlantic (1931)
- Misleading Lady (Una mujer caprichosa) (1932)
- Chandu the Magician (1932)
- Cena a las ocho (1933)
- Gift of Gab (1934)
- The Garden Murder Case (1936)
- Every Day's a Holiday (1937)
- I Love You Again (Te quiero otra vez) (1940)
- Dillinger (1945)
- Good Sam (El buen Sam) (1948)
- The Last Hurrah (1958)
- Heller in Pink Tights (El pistolero de Cheyenne) (1960)